# 台湾天胡荽
台湾天胡荽（学名：Hydrocotyle batrachium）为繖形科天胡荽属下的一个种。

## 扩展阅读
- 維基物種上的相關：台湾天胡荽